# 殺戮比率
《殺戮比率》（英語：Kill Ratio）是一部2016年的美國動作驚悚電影，由Paul Tanter執導。主演是湯姆·霍珀、艾咪·胡貝爾曼、尼克·鄧寧、Lacy Moore、Luke Pierucci和Brian McGuinness。霍珀飾演一名中央情報局（CIA）特工，在軍事政變後，他幫助一位民選總統恢復執政。本片在愛爾蘭拍攝，故事背景設定在一個虛構的東歐共和國。

## 演員
- 湯姆·霍珀 飾 James Henderson[2]
- 艾咪·胡貝爾曼（英语：Amy Huberman） 飾 Gabrielle Martin
- Lacy Moore 飾 Tania Petrenko
- Brian McGuinness 飾 Vorza
- Luke Pierucci 飾 Matt Gibbons
- 尼克·鄧寧（英语：Nick Dunning） 飾 General Lazar
- Michelle Lehane 飾 Anastasia

## 外部連結
- 互联网电影数据库（IMDb）上《殺戮比率》的资料（英文）
- 爛番茄上《殺戮比率》的資料（英文）